# Federico Carlos de Stolberg-Gedern
El príncipe Federico Carlos de Stolberg-Gedern (11 de octubre de 1693-28 de septiembre de 1767) fue un político alemán. Fundó la línea de Stolberg-Gedern de la Casa de Stolberg, que terminó en 1804 cuando pasó a formar parte de la línea de Stolberg-Wernigerode.

## Biografía
Federico Carlos era el hijo de Luis Cristián, Conde de Stolberg y hermano menor del Conde Cristián Ernesto de Stolberg-Wernigerode. Después de la muerte de su padre en 1710, a Federico se le concedió el Señorío de Gedern y una sexta parte del Señorío de Rochefort, por el testamento de su padre de 23 de enero de 1699. Más tarde recibió otra sexta parte de este Señorío de su hermano
Cristián Ernesto, y después de la muerte del Conde Enrique Augusto de Stolberg-Schwarza, otra sexta parte adicional.
El 18 de febrero de 1742 compró la elevación al rango de Príncipe Imperial, en la presencia del emperador del Sacro Imperio Carlos VII en Fráncfort del Meno. Los beneficiarios de esta elevación incluyeron a sus descendientes y a su hermana (la abadesa Augusta María de la Abadía de Herford), pero no a otros condes y condesas de Stolberg.

## Matrimonio y descendencia
Carlos contrajo matrimonio con Luisa, hija del Conde Luis Crato de Nassau-Saarbrücken el 13 de septiembre de 1719. Ella murió un año antes que él, el 28 de octubre de 1766.
Tuvieron cuatro hijos:
- Luis Cristián de Stolberg-Gedern (1720-1770); mariscal de campo del Círculo Alto Renano.
- Gustavo Adolfo de Stolberg-Gedern (1722-1757); mayor general, caído en la Batalla de Leuthen, padre de la Condesa de Albany y de la duquesa de Berwick y de Liria y Jérica.
- Cristián Carlos de Stolberg-Gedern (1725-1764); mariscal de campo imperial, era el heredero presunto de su padre, pero murió antes que él. Desposó en 1760 a la Condesa Leonor de Reuss-Lobenstein, quien sirvió como regente de Stolberg-Gedern de 1767 a 1782 en nombre de su hijo.

1. Carlos Enrique, Príncipe de Stolberg-Gedern (1761-1804), el último Príncipe de Stolberg-Gedern (1767-1804).
2. Luisa de Stolberg-Gedern (1764-1834); desposó por primera vez en 1780 al Duque Carlos Guillermo de Sajonia-Meiningen; desposó por segunda vez en 1787 al Duque Eugenio de Wurtemberg.

- Carolina de Stolberg-Gedern (1732-1796); desposó en 1761 al Príncipe Cristián Alberto de Hohenlohe-Langenburg.